# World Games 2017/Beachhandball/Männer
Der Wettbewerb der Männer im Beachhandball bei den World Games 2017 war zum fünften Mal Bestandteil der World Games, zum zweiten Mal als fester Bestandteil der Veranstaltung.

## Vorrunde

### Gruppe A
| Platz | Team     | S | N | Sätze | Diff. | Tore    | Diff. | Punkte |
| ----- | -------- | - | - | ----- | ----- | ------- | ----- | ------ |
| 1.    | Ungarn   | 3 | 0 | 6:1   | 5     | 139:121 | 18    | 6      |
| 2.    | Kroatien | 2 | 1 | 5:2   | 3     | 164:105 | 59    | 4      |
| 3.    | Polen    | 1 | 2 | 2:4   | −2    | 118:111 | 7     | 2      |
| 4.    | Ägypten  | 0 | 3 | 0:6   | −6    | 67:151  | −84   | 0      |

| Tag      | Zeit  | Begegnung          | Ergebnis                |
| -------- | ----- | ------------------ | ----------------------- |
| 26. Juli | 11:30 | Ungarn – Polen     | 2:0 (26:24, 17:16)      |
| 26. Juli | 12:20 | Kroatien – Ägypten | 2:0 (25:10, 34:13)      |
| 26. Juli | 18:30 | Polen – Kroatien   | 0:2 (12:28, 16:22)      |
| 26. Juli | 19:20 | Ägypten – Ungarn   | 0:2 (14:19, 12:23)      |
| 27. Juli | 12:30 | Ägypten – Polen    | 0:2 (11:26, 7:24)       |
| 27. Juli | 12:30 | Kroatien – Ungarn  | 1:2 (23:20, 24:25, 8:9) |

### Gruppe B
| Platz | Team       | S | N | Sätze | Diff. | Tore    | Diff. | Punkte |
| ----- | ---------- | - | - | ----- | ----- | ------- | ----- | ------ |
| 1.    | Katar      | 3 | 0 | 6:1   | 5     | 134:101 | 33    | 6      |
| 2.    | Brasilien  | 2 | 1 | 5:2   | 3     | 139:108 | 31    | 4      |
| 3.    | Australien | 1 | 2 | 2:4   | −2    | 103:105 | −2    | 2      |
| 4.    | Uruguay    | 0 | 3 | 0:6   | −6    | 76:138  | −62   | 0      |

| Tag      | Zeit  | Begegnung              | Ergebnis                |
| -------- | ----- | ---------------------- | ----------------------- |
| 26. Juli | 09:50 | Brasilien – Uruguay    | 2:0 (25:16, 23:10)      |
| 26. Juli | 09:50 | Katar – Australien     | 2:0 (17:15, 17:16)      |
| 26. Juli | 15:00 | Australien – Brasilien | 0:2 (18:23, 16:23)      |
| 26. Juli | 15:00 | Uruguay – Katar        | 0:2 (7:30, 18:22)       |
| 27. Juli | 10:00 | Brasilien – Katar      | 1:2 (23:22, 16:17, 6:9) |
| 27. Juli | 10:00 | Uruguay – Australien   | 0:2 (15:20, 10:18)      |

## Finalrunde
| Viertelfinale | Viertelfinale | Viertelfinale |    |           | Halbfinale | Halbfinale | Halbfinale    |                 |                 | Finale          | Finale | Finale |
|               |               |               |    |           |            |            |               |                 |                 |                 |        |        |
| A1            | Ungarn        | 2             |    |           |            |            |               |                 |                 |                 |        |        |
| B4            | Uruguay       | 0             |    |           |            |            |               |                 |                 |                 |        |        |
|               |               |               | V1 | Ungarn    | 0          |            |               |                 |                 |                 |        |        |
|               |               |               |    | V2        | Brasilien  | 2          |               |                 |                 |                 |        |        |
| A3            | Polen         | 0             |    |           |            |            |               |                 |                 |                 |        |        |
| B2            | Brasilien     | 2             |    |           |            |            | Spiel um Gold | Spiel um Gold   | Spiel um Gold   |                 |        |        |
|               |               |               | H1 | Brasilien | 2          |            |               |                 |                 |                 |        |        |
|               |               |               |    | H2        | Kroatien   | 1          |               |                 |                 |                 |        |        |
| B3            | Australien    | 0             |    |           |            |            |               |                 |                 |                 |        |        |
| A2            | Kroatien      | 2             |    |           |            |            |               |                 |                 |                 |        |        |
|               |               |               | V3 | Kroatien  | 2          |            |               |                 |                 |                 |        |        |
|               |               |               |    | V4        | Katar      | 1          |               | Spiel um Bronze | Spiel um Bronze | Spiel um Bronze |        |        |
| B1            | Katar         | 2             |    |           |            | H1         | Ungarn        | 1               |                 |                 |        |        |
| A4            | Ägypten       | 0             |    |           |            |            | H2            | Katar           | 2               |                 |        |        |
|               |               |               |    |           |            |            |               |                 |                 |                 |        |        |

### Viertelfinale
| Tag      | Zeit  | Begegnung             | Ergebnis           |
| -------- | ----- | --------------------- | ------------------ |
| 28. Juli | 11:10 | Ungarn – Uruguay      | 2:0 (32:20, 28:12) |
| 28. Juli | 11:10 | Australien – Kroatien | 0:2 (14:20, 13:16) |
| 28. Juli | 12:00 | Polen – Brasilien     | 0:2 (14:18, 22:28) |
| 28. Juli | 12:00 | Katar – Ägypten       | 2:0 (23:7, 23:10)  |

### Platzierungsspiele 5–8
| Tag      | Zeit  | Begegnung            | Ergebnis           |
| -------- | ----- | -------------------- | ------------------ |
| 28. Juli | 15:50 | Uruguay – Polen      | 2:0 (19:16, 16:14) |
| 28. Juli | 15:50 | Australien – Ägypten | 2:0 (22:14, 18:14) |

### Spiel um Platz 7
| Tag      | Zeit  | Begegnung       | Ergebnis          |
| -------- | ----- | --------------- | ----------------- |
| 29. Juli | 09:50 | Polen – Ägypten | 2:0 (16:11, 14:8) |

### Spiel um Platz 5
| Tag      | Zeit  | Begegnung            | Ergebnis           |
| -------- | ----- | -------------------- | ------------------ |
| 29. Juli | 11:30 | Uruguay – Australien | 2:0 (18:14, 18:17) |

### Halbfinale
| Tag      | Zeit  | Begegnung          | Ergebnis                |
| -------- | ----- | ------------------ | ----------------------- |
| 28. Juli | 17:30 | Ungarn – Brasilien | 0:2 (16:18, 12:16)      |
| 28. Juli | 19:10 | Kroatien – Katar   | 2:1 (14:21, 19:18, 7:4) |

### Spiel um Bronze
| Tag      | Zeit  | Begegnung      | Ergebnis                |
| -------- | ----- | -------------- | ----------------------- |
| 29. Juli | 15:00 | Ungarn – Katar | 1:2 (17:20, 23:20, 6:7) |

### Spiel um Gold
| Tag      | Zeit  | Begegnung            | Ergebnis                |
| -------- | ----- | -------------------- | ----------------------- |
| 29. Juli | 17:00 | Brasilien – Kroatien | 2:1 (22:28, 24:18, 9:8) |